# Lone Lindsby
Lone Ussing Lindsby (født 18. december 1964) er en dansk erhvervskvinde, som i 2013 blev udpeget til at stå få indkøb af Forsvarets ny kampfly.
Hun er uddannet cand.polit. og har gjort karriere i DSB, hvor hun 1992-97 har været økonom i Koncernøkonomi, 1997-2000 PA for CEO, 2000-01 konsulent i den særlige effektiviseringsenhed, McKinsey/DSB. I 2001 blev hun underdirektør, stabsdirektør og direktør for strategi- og forretningsudvikling og avancerede i 2007 til koncerndirektør og medlem af koncernledelsen. I maj 2012 fratrådte hun på foranledning af DSB's ny administrerende direktør Jesper Lok.